# دهستان دالانکوه
دهستان دالانکوه نام دهستانی در بخش مرکزی شهرستان فریدن، استان اصفهان در ایران است.

## جمعیت
براساس سرشماری مرکز آمار ایران در سال ۱۳۸۵، جمعیت آن ۳۹۷۱ نفر (۹۹۵ خانوار) بوده‌است.